# Giorgio Busato
Giorgio Busato, hispanizado como Jorge Busato (Venecia, 1836-Nottingham, 20 de noviembre de 1916), fue un importante escenógrafo y pintor veneciano naturalizado español.

## Biografía
Se formó con su padre, el también pintor Giovanni Busato (1806-1886) y en la Academia de Bellas Artes de Venecia junto a Aquiles Battistuzzi, y a fines de 1850 entró como aprendiz (con solo catorce años) en el taller parisino de los escenógrafos Domenico Ferri y Augusto Ferri, padre e hijo respectivamente. En 1851 los Ferri y Busato se trasladan a trabajar al Teatro Regio de Turín.
Al ser contratado Augusto Ferri por el Teatro Real de Madrid en 1856, se llevó con él a un equipo compuesto por el pintor Bernardo Bonardi, el maquinista y arquitecto Egidio Piccoli y el propio Giorgio Busato, formando la empresa “Ferri, Busato y Bonardi” e instalan su taller en Atocha. Algunos años después incorporarán además como ayudante al joven (por entonces con dieciocho años) pintor aragonés Francisco Pradilla. La sociedad cosechó un éxito espectacular y recibieron encargos de los principales teatros de España y algunos del extranjero. Además Busato decoró mansiones madrileñas y salas del Palacio Real, la Bolsa, iglesias, comercios y cafés como el Café de Fornos en 1870.
Busato viajó a Viena en 1876 para ampliar conocimientos e incluso a Berlín para inspeccionar los montajes de Richard Wagner, por ejemplo el de Lohengrin. Su hija Pepita Busato fue cantante y actuó en el Teatro Princesa de Madrid en 1895. Tras cuarenta y tres años de trabajo en España y un homenaje el 25 de marzo de 1899 en el Teatro Real de Madrid, partió a Venecia el 21 de abril en tren desde Barcelona para hacerse cargo de su anciana madre, que murió meses después. Volvió a España, pero ya solo realizó trabajos menores de decoración o perspectiva, y viajó a París, Italia y Londres.
En 1906 obtuvo una medalla de plata en la Exposición de Milán por sus bocetos para El festín de Baltasar y el de la zarzuela Trafalgar. Su hija murió en Madrid en agosto de 1915 y marchó a vivir con su hijo Luis Busato en 1916 a la ciudad inglesa de Nottingham, donde este trabajaba como corresponsal del Heraldo de Madrid. Luis se había casado en 1905 con la inglesa Mabel Brearly y desde 1903 tenía en la ciudad británica una academia de idiomas, el “Spanish Conversational club”. Falleció al ser arrollado por un autobús de la línea West Bridgford el 20 de noviembre de 1917. Entre sus timbres estaba ser caballero de la Corona de Italia, medalla del Mérito Naval y encomendero de Alfonso XII.
Dejó discípulos eminentes como Amalio Fernández, Epifanio Carrión y José Callejo, y trabajó con otros artistas como Manuel Dardalla, Francisco Javier Amérigo, Pedro Valls, Antonio Bravo, Luis Muriel y Francesc Pla. 
En la actualidad, el archivo de Giorgio Busato se encuentra depositado en el Museo Nacional del Teatro de Almagro.